# Мюхрекский сельсовет
Мюхрекский сельсовет — административно-территориальная единица и муниципальное образование со статусом сельского поселения в Рутульском районе Дагестана Российской Федерации.
Административный центр — село Джилихур.

## Население
| 2002  | 2010  | 2012  | 2013  | 2014  | 2015  | 2016  |
| ----- | ----- | ----- | ----- | ----- | ----- | ----- |
| 1541  | ↘1337 | ↘1320 | ↘1302 | ↘1289 | ↘1288 | ↘1279 |
| 2017  | 2018  | 2019  | 2020  | 2021  | 2023  | 2024  |
| ↘1262 | ↘1252 | →1252 | ↘1237 | ↗1293 | ↗1303 | ↘1298 |
| 2025  |       |       |       |       |       |       |
| ↗1299 |       |       |       |       |       |       |

## Состав
| № | Населённый пункт | Тип населённого пункта       | Население |
| - | ---------------- | ---------------------------- | --------- |
| 1 | Джилихур         | село, административный центр | ↘618      |
| 2 | Мюхрек           | село                         | ↗233      |
| 3 | Цудик            | село                         | ↗442      |